# Henrik Risom
Henrik Risom (født 24. juli 1968) er en tidligere dansk professionel fodboldspiller. Hans foretrukne position var højre back.

## Den aktive karriere
Henrik Risom stoppede sin aktive karriere som fodboldspiller i 2002 som 34-årig. En karriere, der startede i Vejle Boldklub og fortsatte i Lyngby Boldklub, Dynamo Dresden, OB, Silkeborg IF, Vejle Boldklub, Stoke City og AGF. Henrik Risom nåede at spille ni landskampe i perioden 1989-92.
Risom var kendt som en offensiv back, der var god til at gå med i spillet op ad banen. Det skyldes måske, at han i karrierens begyndelse ofte dækkede den højre midtbane. I dag er Henrik Risom tilbage i Vejle Boldklub – som oldboysspiller.

## Nuværende karriere
Jobbet står stadig på fodbold, for forsvarsspilleren blev kort efter den aktive karrieres slutning ansat i agentfirmaet Euro Connections, der drives af Ivan Benes og sønnen Ivan Marco Benes.
Henrik Risom er sportsdirektør og undersøger det danske og udenlandske marked for talenter og spillere til stalden.